# Vendresse-Beaulne
Vendresse-Beaulne – miejscowość i gmina we Francji, w regionie Hauts-de-France, w departamencie Aisne.
Według danych na styczeń 2014 roku gminę zamieszkiwało 117 osób, a gęstość zaludnienia wynosiła 14,1 osób/km².